# 曲田商店
株式会社曲田商店（まがたしょうてん）は、日本の外食産業企業。関西を中心に展開するとんかつ屋「KYK」（ケイワイケイ）、カレーハウス「サンマルコ」などを経営する。本社は大阪府大阪市阿倍野区松崎町に所在する。
「心と味でおもてなし」を創業当時から企業理念に掲げている。店舗名の「KYK」とは、創業地として譲り受けた土地にその以前所在していた「瓦町洋裁研究所」の頭文字に由来するが、現在は「Keep You Kindly（君をずっと親切にするよ）」の頭文字3文字から、お客様に喜ばれ、心のこもった「おもてなし」を提供する店を目指すとの意を加えた。
「とんかつKYK」のとんかつは、主に鹿児島県産の黒豚を使用しているが、日本各地の他の地方で飼育された豚肉を使用したとんかつも販売されている。

## 沿革
- 1946年12月 - 喫茶K・Y・Kを創業
- 1952年3月 - 株式会社曲田商店を設立
- 1965年10月 - とんかつKYK1号店を神戸市中央区の三宮地下街に開業。
- 1969年7月 - 松崎食産株式会社を設立
- 1982年10月 - 株式会社デリカ松崎を設立
- 1983年4月 - カレーハウスサンマルコ1号店をアクティ大阪（大阪駅ビル。現：サウスゲートビルディング）に開業。

## 店舗ブランド
- とんかつ KYK
- カレーハウス サンマルコ
- デリカ KYK（惣菜・お弁当）
- かつ&カリー（とんかつとカレーの融合店）
- 丼庵KYK（丼物の専門店）

## 店舗

### とんかつKYK
- 大阪府

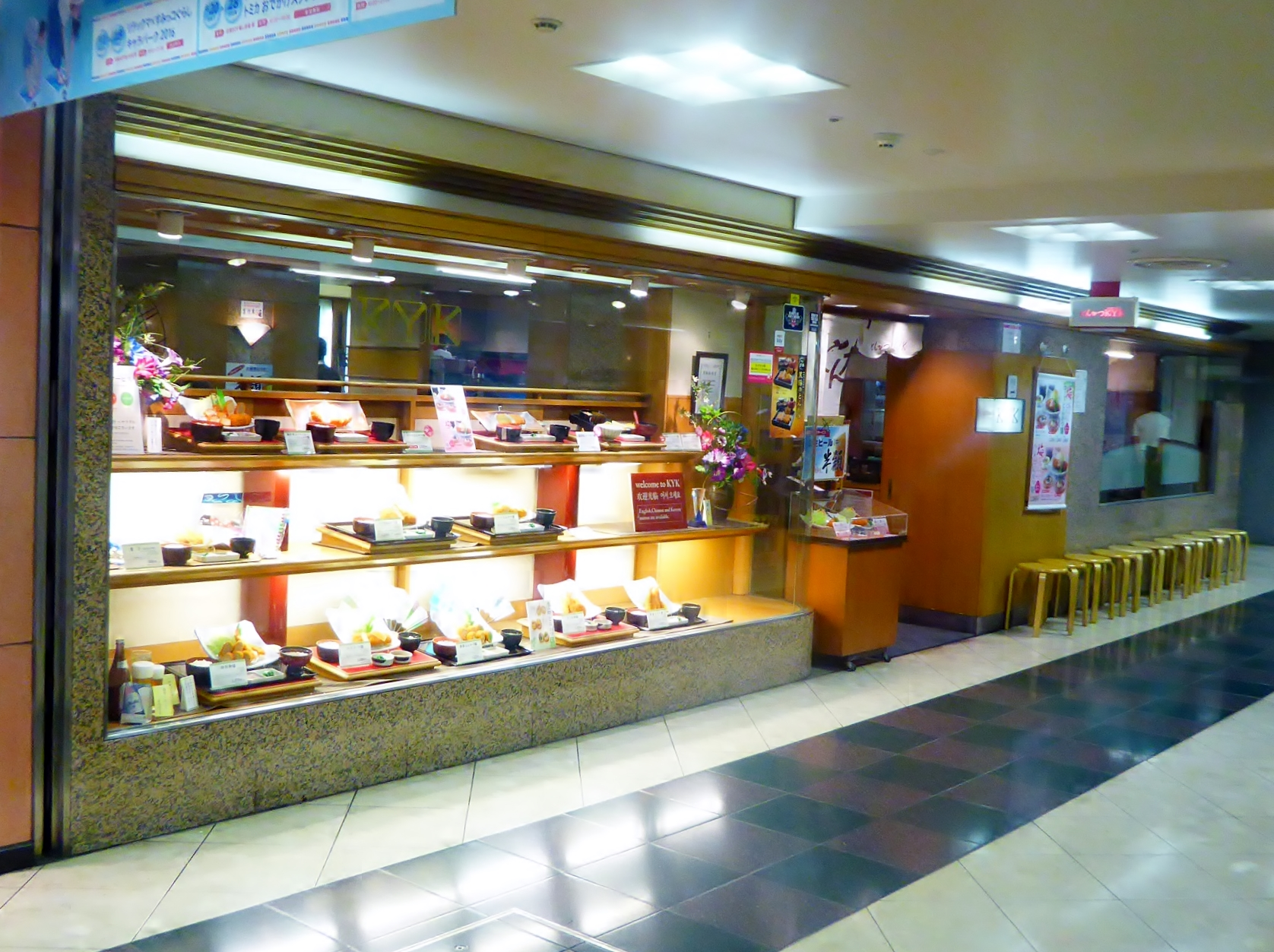
阪急三番街店

  - 大阪市 - アベノ地下街店、あべのQsモール店、阪急三番街店、阪急32番街店、京阪京橋店、ナンバ店（NAMBAなんなん）、南海店（なんばCITY）、粋花あべのハルカスダイニング店、粋花てんのうじミオ店
  - 堺市 - 高島屋堺店
- 兵庫県 - 神戸店（さんちか）、デュオ神戸店
- 京都府 - 京都ポルタ店、粋花京都店
- 和歌山県 - 和歌山ミオ店
- 三重県 - 四日市近鉄店

### デリカKYK
- 大阪府
  - 大阪市 - 近鉄あべのハルカス店、てんのうじミオ店、新大阪駅店、阪急三番街店、阪神店、京阪京橋店、高島屋大阪店、上本町近鉄店
  - 豊中市 - 千里阪急店
  - 高槻市 - 松坂屋高槻店
  - 守口市 - 京阪守口店
  - 枚方市 - くずはモール店、京阪ひらかた店
  - 東大阪市 - 東大阪近鉄店
  - 堺市 - 高島屋堺店、高島屋泉北店
- 兵庫県
  - 神戸市 - 神戸阪急店
  - 西宮市 - 西宮阪急店
- 京都府 - 高島屋京都店
- 和歌山県 - 和歌山近鉄店
- 奈良県 - 奈良近鉄店
- 三重県 - 四日市近鉄店
- 愛知県 - 松坂屋名古屋店、名古屋高島屋店

### カレーハウスサンマルコ
- 大阪府

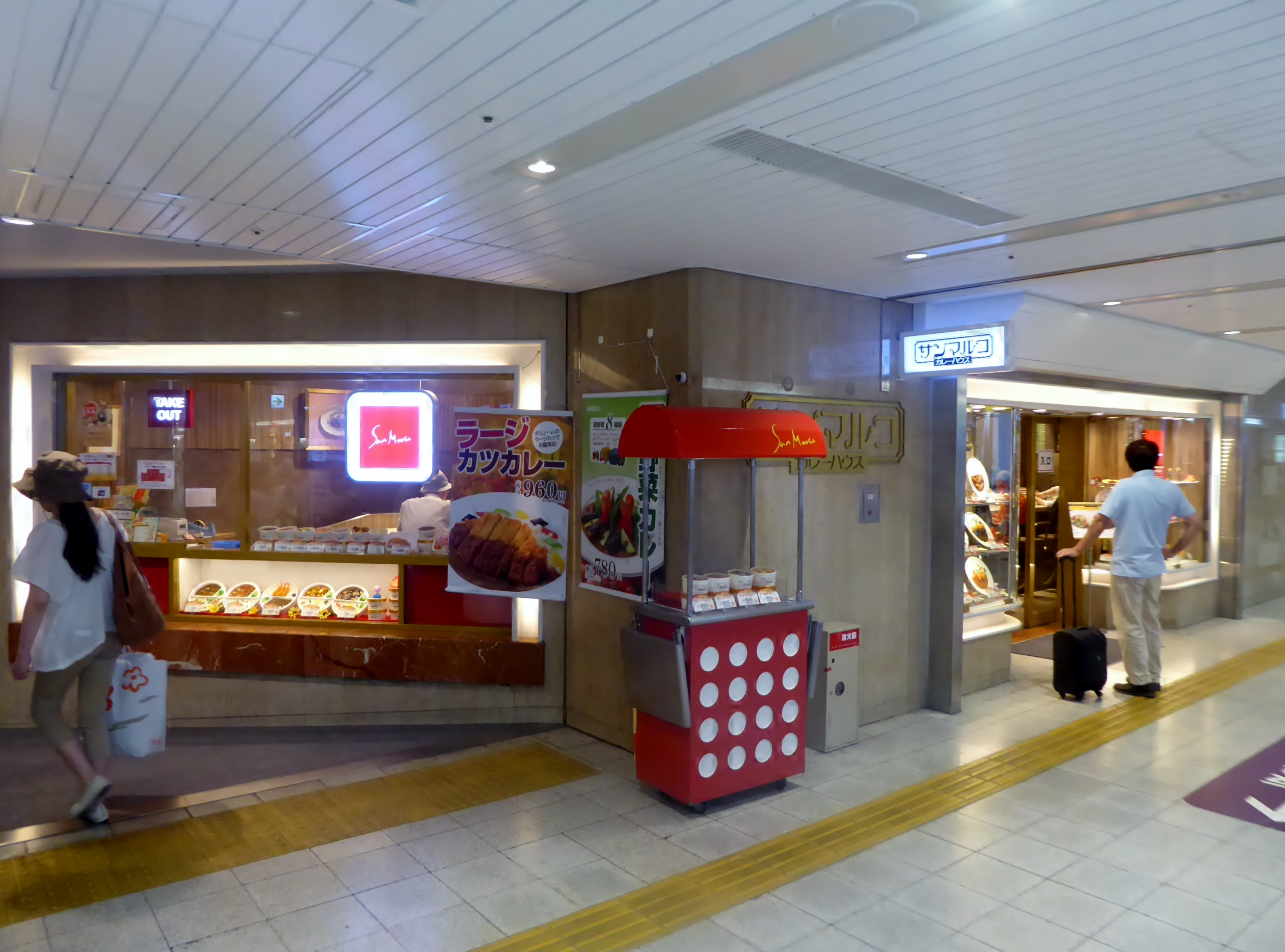
大阪ステーションシティ店
（サンマルコ業態1号店）

  - 大阪市 - 近鉄あべのハルカス店、大阪ステーションシティ店、阪急三番街店、なんばウォーク店、高島屋大阪店、上本町近鉄店
  - 東大阪市 - 東大阪近鉄店
  - 堺市 - 高島屋堺店、高島屋泉北店
  - 田尻町 - 関西国際空港店
- 兵庫県 - 神戸店
- 京都府 - 高島屋京都店、京都伊勢丹店
- 奈良県 - 奈良ファミリー店
- 和歌山県 - 和歌山近鉄店
- 三重県 - 四日市近鉄店
- 愛知県
  - 名古屋市 - 松坂屋名古屋店、名古屋高島屋店、名古屋近鉄店
- 静岡県 - 浜松遠鉄店
- 東京都 - 東武池袋店

### かつ&カリー
- 大阪府 - アルデ新大阪店、阿倍野岸本ビル店

### 丼庵KYK
- 奈良県 - 奈良ファミリー店

## 関連会社
- 株式会社デリカ松崎
- 松崎食産株式会社（KYK、サンマルコ、デリカなどの食材のセントラルキッチン）